# 巴哈馬國家男子籃球隊
巴哈馬國家男子籃球隊（英語：Bahamas men's national basketball team）是一支代表巴哈馬參加國際籃球賽事的球隊。

## 外部連結
- Bahamas Basketball Federation （页面存档备份，存于）
- FIBA Profile （页面存档备份，存于）
- Latinbasket.com - Bahamas Men National Team （页面存档备份，存于）
- Bahamas Basketball Records （页面存档备份，存于） at FIBA Archive